# Omospermidina sintasi (spermidina-specifica)
La omospermidina sintasi (spermidina-specifica) è un enzima numero EC 2.5.1.45 appartenente alla classe delle transferasi, che catalizza la seguente reazione
spermidina + putresceina ⇄ sim-omospermidina + propano-1,3-diamina